# Еріксон Дансо
Еріксон Дансо (нід. Erixon Danso, нар. 22 липня 1989, Амстердам) — нідерландський футболіст, півзахисник та нападник «Єрва».
Виступав, зокрема, за клуб «Утрехт», а також національну збірну Аруби.

## Клубна кар'єра
Розпочав грати у футбол у маленьких клубах «Амстелланд», АФК та «Омніворлд», після чого 2006 року потрапив в академію «Аякса».
На початку сезону 2008/09 перейшов в «Утрехт». Дебютував у професіональному футболі 19 квітня 2009 року в матчі Ередивізі проти «Геренвена» (2:1). Загалом за три сезони взяв участь лише в 16 матчах чемпіонату і стати основним гравцем так і не зміг.
Після цього виступав в іспанській Сегунді Б за клуби «Оріуела» та «Валенсія Месталья» і 2013 року повернувся на батьківщину, ставши гравцем «Дордрехта», у якому став основним гравцем і за підсумками сезону 2013/14 зміг вийти в Ередивізі, але покинув клуб у травні 2014 року. Наприкінці вересня того ж року він повернувся в «Дордрехт», зігравши до кінця року ще в чотирьох матчах найвищого нідерландського дивізіону, після чого наприкінці 2014 року його контракт знову був розірваний.
У січні 2015 року підписав контракт на шість місяців з ліванським клубом «Сафа», після чого знову повернувся на батьківщину, ставши гравцем «Еммена», що виступав у другому голландському дивізіоні. У першому ж сезоні він провів за свій новий клуб 33 матчі й забив 14 м'ячів, проте команда посіла лише 7 місце й не змогла підвищитись у класі.
У серпні 2016 року перейшов у «Сталь» (Кам'янське), де став виступати під керівництвом свого співвітчизника Юпа Галла та грати разом з іншими голландцями Боєм Деулом та Сільвано Комваліусом. Узимку 2016/17 залишив кам'янську команду за обопільною згодою.
У лютому 2017 року підписав контракт з норвезьким клубом «Єрв».

## Виступи за збірну
10 червня 2015 року дебютував в офіційних іграх у складі національної збірної Аруби в матчі відбору на чемпіонат світу 2018 року проти збірної Барбадосу. У цьому матчі Дансо відіграв увесь матч, а арубійці поступились 0:2, проте в матчі-відповіді барбадосці хоч і виграли 1:0, але випустили на поле дискваліфікованого гравця і їм була присуджена технічна поразка 0:3, завдяки чому Аруба пройшла в наступний раунд. Там суперником Аруби стала збірна Сент-Вінсенту і Гренадин. У першому матчі арубійці знову програли 0:2, проте у другій грі Дансо зробив дубль, зрівнявши рахунок, але в кінцівці матчу суперник відіграв один гол, завдяки якому пройшов у наступний раунд, вибивши Арубу з подальшої участі в турнірі.
Наразі ці 4 матчі і 2 голи залишаються єдиними для Дансо у футболці збірної.